# 11-11 Memories Retold
11-11 Memories Retold est un jeu vidéo d'aventure narratif sur le thème de la Première Guerre mondiale sorti le 9 novembre 2018, soit deux jours avant le centenaire de l'armistice. Il est co-développé par les studios DigixArt et Aardman Animations, et édité par Bandai Namco.
L'une de ses principales particularités est son style visuel, inspiré de l'art impressionniste.
Le jeu peut être qualifié de suite spirituelle de Soldats Inconnus : Mémoires de la Grande Guerre puisque Yoan Fanise, le fondateur de Digixart Entertainment, est un ancien d'Ubisoft Montpellier et a donc réalisé les deux jeux qui certes traitent sur le même sujet, mais d'une manière différente.

## Synopsis
Le jeu propose au joueur d'incarner deux personnages durant la Première Guerre mondiale : un photographe canadien du nom de Harry Lambert, ainsi qu'un ingénieur allemand, Kurt Waldner. Tous les deux vont s'engager dans la guerre pour différentes raisons : le premier, attiré par la gloire et l'envie de séduire son amie d'enfance décide de suivre un major à la recherche d'un nouveau photographe de guerre. Kurt, quant à lui, apprend à la radio que l'unité de son fils, Max, est portée disparue, et décide de rejoindre le génie militaire allemand pour le retrouver.

## Système de jeu
Le jeu se déroule à la troisième personne avec la possibilité de choisir son point de vue entre les deux protagonistes, soit en début de chapitre, soit librement au milieu durant certaines parties. Chaque personnage avance dans l'histoire avec ses propres outils :
- Kurt a la possibilité d’interagir avec différents appareils électriques, qui composent certains des puzzles du jeu.
- Harry est doté d'un appareil photo, qu'il peut utiliser pour photographier différents points d'intérêt en montrant la guerre sous son meilleur jour pour ses supérieurs, ou bien pour lui-même.

11-11 Memories Retold propose également de contrôler un chat et un pigeon au cours de certaines séquences.

## Accueil

### Critique
Globalement, 11-11 Memories Retold reçoit des critiques favorables, notamment sur son esthéthique et sur sa narration. Entre autres, les journalistes apprécient beaucoup l'effort posé dans l'écriture, les voix (Les personnages principaux Harry et Kurt sont interprétés respectivement par Elijah Wood et Sebastian Koch), et le rendu visuel particulier qui est comparé à certains artistes impressionnistes. Aussi, l'approche pacifique qui contraste avec d'autres jeux sur cette période historique a touché plusieurs critiques,.
Néanmoins, des critiques reprochent plusieurs maladresses dans sa réalisation. En effet, le jeu accuse de plusieurs bugs à sa sortie, et certains journalistes pensent que le gameplay proposé et la recherche d'objets à collecter ralentissent l'avancée dans l'histoire et nuisent à l'expérience,.

### Récompenses
Le jeu a été nommé pour les Game Awards 2018 dans la catégorie « Games for Impact », qui regroupe les jeux ayant un sens ou un message social profond.
Le jeu a également été nommé aux Ping Awards 2018 qui récompensent les meilleurs jeux développés en France dans les catégories « Meilleur jeu PC », « Meilleure bande-son » et « Meilleur scénario ».